# Priscilla Freire
Priscilla Freire (São Paulo, 18 de maio de 1987) é uma cantora de axé music e apresentadora de televisão brasileira.
Priscilla integrou os vocais da banda Cavaleiros do Forró na sua primeira formação. Também fez parte da banda Kondendê, emplacando o hit "O Nosso Amor Já Era", composição de Alexandre Peixe. Foi premiada com o Troféu Band Folia como cantora revelação do carnaval de Salvador em 2009, além de outros pela Piatã FM e Sucesso FM.
É também apresentadora de TV. Participou como âncora na apresentação de eventos, sobretudo do Carnatal.